# Gerhard Dietrich
Gerhard Dietrich (Ciudad de Brandeburgo, Alemania, 12 de mayo de 1942-9 de marzo de 2024) fue un gimnasta artístico alemán especialista en la prueba de salto de potro, con la que, representado a Alemania del Este, consiguió ser campeón olímpico en 1972.

## Carrera deportiva
En el Mundial de Dortmund 1966 gana el bronce por equipos, quedando situados en el podio tras Japón y la Unión Soviética, y siendo sus compañeros de equipo: Matthias Brehme, Werner Dolling, Erwin Koppe, Siegfried Fulle y Peter Weber.
En los JJ. OO. de México 1968 vuelve a ganar el bronce en el concurso por equipos. En esta ocasión sus compañeros de equipo eran: Gunter Beier, Matthias Brehme, Siegfried Fülle, Klaus Köste y Peter Weber.
En el Mundial de Liubliana 1970 consigue el bronce en el concurso por equipos —por detrás de Japón y la Unión Soviética—, siendo sus compañeros: Matthias Brehme, Wolfgang Thüne, Klaus Koste, Peter Kunze y Bernd Schiller.